# Råttspindling
Råttspindling (Cortinarius spadicellus) är en svampart som först beskrevs av Meinhard (Michael) Moser, och fick sitt nu gällande namn av Brandrud 1997. Råttspindling ingår i släktet Cortinarius och familjen spindlingar.  Arten är reproducerande i Sverige. Inga underarter finns listade i Catalogue of Life.